# Phagmo
Phagmo (Drupa) is een plaats in het arrondissement Nedong in de prefectuur Lhokha in de Tibetaanse Autonome Regio in de Volksrepubliek China.
Het ligt in de directe nabijheid van de plaatsen Tsetang en Nedong in de Yarlung-vallei op ca. 180–190 km ten zuidoosten van Lhasa.
In Phagmo stond het klooster Densatil uit de phagdru kagyüschool van het Tibetaans boeddhisme, waarvan sinds de Culturele Revolutie (1966-1976) niet meer dan een ruïne is overgebleven.
Phagmo is verbonden met Phagmo Drupa Dorje Gyalpo, de stichter van de phagdru kagyütraditie in het Tibetaans boeddhisme en voorvader van de Phagmodru-dynastie, wat de heersende dynastie in Tibet was van 1354 tot 1435, en een zekere politieke status behield tot aan het begin van de 17e eeuw.